# Copa do Mundo de Ginástica Artística de 2021
O circuito da Copa do Mundo FIG de Ginástica Artística de 2021 é uma série de competições oficialmente organizadas e promovidas pela Federação Internacional de Ginástica (FIG) em 2021. Vários eventos foram originalmente programados para ocorrer em 2020 e servem como oportunidades para os ginastas ganharem pontos para a qualificação olímpica. No entanto, a organização de muitos eventos foi fortemente afetada pela pandemia mundial de COVID-19, resultando no cancelamento ou adiamento de alguns eventos para 2021.
Uma das competições da série da Copa do Mundo de Aparelhos (Doha), assim como as Copas do Mundo de Stuttgart, Birmingham e Tóquio, serão contabilizadas para a qualificação olímpica através da rota da série da Copa do Mundo FIG de Ginástica Artística.

## Calendário
Os eventos destacados em verde servirão como eventos de qualificação olímpica.

### Série da Copa do Mundo
| Data                                              | Local | Evento                    | Tipo              |
| ------------------------------------------------- | ----- | ------------------------- | ----------------- |
| 10 a 13 de março de 2021 23 a 26 de junho de 2021 | Doha  | Copa do Mundo FIG de 2021 | C III – Aparelhos |

### Série da Copa do Mundo Challenge
| Data                       | Local  | Evento                  | Tipo              |
| -------------------------- | ------ | ----------------------- | ----------------- |
| 27 a 30 de maio de 2021    | Varna  | FIG World Challenge Cup | C III – Aparelhos |
| 3 a 6 de junho de 2021     | Cairo  | FIG World Challenge Cup | C III – Aparelhos |
| 10 a 13 de junho de 2021   | Osijek | FIG World Challenge Cup | C III – Aparelhos |
| 2 a 5 de setembro de 2021  | Koper  | FIG World Challenge Cup | C III – Aparelhos |
| 9 a 12 de setembro de 2021 | Mersin | FIG World Challenge Cup | C III – Aparelhos |

### Eventos cancelados
| Data                         | Local      | Evento                                                      | Tipo                  | Ref   |
| ---------------------------- | ---------- | ----------------------------------------------------------- | --------------------- | ----- |
| 25 a 28 de fevereiro de 2021 | Cottbus    | Copa do Mundo FIG de 2021                                   | C III – Aparelhos     | [ 4 ] |
| 4 a 7 de março de 2021       | Baku       | Copa do Mundo FIG de Aparelhos Individuais, Troféu AGF 2021 | C III – Aparelhos     | [ 5 ] |
| 20 a 21 de março de 2021     | Stuttgart  | Copa do Mundo FIG de Individual Geral EnBW -DTB-Pokal       | C II – Concurso Geral | [ 6 ] |
| 27 de março de 2021          | Birmingham | Copa do Mundo de Ginástica Artística                        | C II – Concurso Geral | [ 7 ] |
| 4 de maio de 2021            | Tóquio     | Copa do Mundo FIG de Individual Geral                       | C II – Concurso Geral | [ 8 ] |

## Medalhistas

### Masculino

#### Série da Copa do Mundo

##### Aparelhos
| Competição | Evento           | Ouro                   | Prata            | Bronze              |
| Doha       | Solo             | Artem Dolgopyat        | Rayderley Zapata | Antonios Tantalidis |
| Doha       | Cavalo com Alças | Saeid Reza Keikha      | Nariman Kurbanov | Kohei Kameyama      |
| Doha       | Argolas          | Eleftherios Petrounias | Arthur Zanetti   | Mahdi Ahmad Kohani  |
| Doha       | Salto            | Hidenobu Yonekura      | Igor Radivilov   | Andrey Medvedev     |
| Doha       | Parallel Bars    | Ferhat Arıcan          | Petro Pakhnyuk   | Caio Souza          |
| Doha       | Horizontal Bar   | Marios Georgiou        | Arthur Mariano   | Milad Karimi        |

#### Série da Copa do Mundo Challenge
| Competição | Evento           | Ouro               | Prata             | Bronze              |
| Varna      | Solo             | Aurel Benović      | Artem Dolgopyat   | Hayden Skinner      |
| Varna      | Cavalo com Alças | Illia Kovtun       | Edoardo de Rosa   | Abdulla Azimov      |
| Varna      | Argolas          | Vinzenz Höck       | Salvatore Maresca | Marco Sarrugerio    |
| Varna      | Salto            | Nazar Chepurnyi    | Marian Drăgulescu | Ivan Tikhonov       |
| Varna      | Barras Paralelas | Illia Kovtun       | Sergei Eltcov     | Robert Tvorogal     |
| Varna      | Barra Fixa       | Tin Srbić          | Carlo Macchini    | Krisztián Balázs    |
| Cairo      | Solo             | Illia Kovtun       | Tomas Kuzmickas   | Michalis Chari      |
| Cairo      | Cavalo com Alças | Illia Kovtun       | Jakov Vlahek      | Nazar Chepurnyi     |
| Cairo      | Argolas          | Ali Zahran         | Javidan Babayev   | Roman Vashchenko    |
| Cairo      | Salto            | Nazar Chepurnyi    | Lais Najjar       | Illia Kovtun        |
| Cairo      | Barras Paralelas | Robert Tvorogal    | Ilias Georgiou    | Illia Kovtun        |
| Cairo      | Barra Fixa       | Illia Kovtun       | Ilias Georgiou    | Robert Tvorogal     |
| Osijek     | Solo             | Milad Karimi       | Aurel Benović     | Hayden Skinner      |
| Osijek     | Cavalo com Alças | Matvei Petrov      | Nariman Kurbanov  | Krisztofer Mészáros |
| Osijek     | Argolas          | Salvatore Maresca  | Vinzenz Höck      | Adem Asil           |
| Osijek     | Salto            | Igor Radivilov     | Adem Asil         | Milad Karimi        |
| Osijek     | Barras Paralelas | Ferhat Arıcan      | Milad Karimi      | David Huddleston    |
| Osijek     | Barra Fixa       | Tin Srbić          | Krisztián Balázs  | Adem Asil           |
| Koper      | Solo             | Kirill Prokopev    | William Emard     | Illia Kovtun        |
| Koper      | Cavalo com Alças | Matvei Petrov      | Illia Kovtun      | Filip Ude           |
| Koper      | Argolas          | Vinzenz Höck       | Ilya Kibartas     | Andrea Cingolani    |
| Koper      | Salto            | Andrey Medvedev    | Courtney Tulloch  | Félix Dolci         |
| Koper      | Barras Paralelas | Sercan Demir       | Farukh Nabiyev    | Mario Macchiati     |
| Koper      | Barra Fixa       | Maxime Gentges     | Dávid Vecsernyés  | Félix Dolci         |
| Mersin     | Solo             | Félix Dolci        | Illia Kovtun      | William Emard       |
| Mersin     | Cavalo com Alças | Ahmad Abu Al Soud  | Illia Kovtun      | Filip Ude           |
| Mersin     | Argolas          | Grigorii Klimentev | William Emard     | Viktor Kalyuzhin    |
| Mersin     | Salto            | William Emard      | Milad Karimi      | Gabriel Burtănete   |
| Mersin     | Barras Paralelas | Illia Kovtun       | Viktor Kalyuzhin  | Henji Mboyo         |
| Mersin     | Barra Fixa       | Dávid Vecsernyés   | Félix Dolci       | Robert Tvorogal     |

##### Vencedores da série Copa do Mundo Challenge 2020–21
| Aparelho         | Vencedor        |
| ---------------- | --------------- |
| Solo             | Illia Kovtun    |
| Cavalo com Alças | Illia Kovtun    |
| Argolas          | Vinzenz Hoeck   |
| Salto            | Nazar Chepurnyi |
| Barras Paralelas | Illia Kovtun    |
| Barra Fixa       | Tin Srbić       |

### Feminino

#### Série da Copa do Mundo

##### Aparelhos
| Competição | Evento              | Ouro               | Prata               | Bronze           |
| Doha       | Salto               | Oksana Chusovitina | Coline Devillard    | Nancy Taman      |
| Doha       | Barras Assimétricas | Rebeca Andrade     | Anastasia Bachynska | Lorrane Oliveira |
| Doha       | Trave               | Diana Varinska     | Zsófia Kovács       | Rebeca Andrade   |
| Doha       | Solo                | Vanessa Ferrari    | Lara Mori           | Lorrane Oliveira |

#### Série da Copa do Mundo Challenge
| Competição | Evento              | Ouro                        | Prata                 | Bronze               |
| Varna      | Salto               | Coline Devillard            | Uliana Perebinosova   | Oksana Chusovitina   |
| Varna      | Barras Assimétricas | Uliana Perebinosova         | Diana Varinska        | Kelly Simm           |
| Varna      | Trave               | Anastasiia Bachynska        | Marine Boyer          | Ondine Achampong     |
| Varna      | Solo                | Dildora Aripova Hanna Szujo | —                     | Uliana Perebinosova  |
| Cairo      | Salto               | Nancy Taman                 | Bianka Schermann      | Csenge Bácskay       |
| Cairo      | Barras Assimétricas | Diana Varinska              | Zója Székely          | Larisa Iordache      |
| Cairo      | Trave               | Larisa Iordache             | Diana Varinska        | Zeina Ibrahim        |
| Cairo      | Solo                | Zója Székely                | Diana Varinska        | Mandy Mohamed        |
| Osijek     | Salto               | Csenge Bácskay              | Tjasa Kysselef        | Dominika Ponížilová  |
| Osijek     | Barras Assimétricas | Nina Derwael                | Zsófia Kovács         | Lisa Vaelen          |
| Osijek     | Trave               | Nina Derwael                | Diana Varinska        | Ana Đerek            |
| Osijek     | Solo                | Ana Đerek                   | Marlies Männersdorfer | Elīna Vihrova        |
| Koper      | Salto               | Tjaša Kysselef              | Csenge Bácskay        | Yana Fedorova        |
| Koper      | Barras Assimétricas | Barbora Mokošová            | Zója Székely          | Lucija Hribar        |
| Koper      | Trave               | Cassandra Lee               | Ana Đerek             | Zója Székely         |
| Koper      | Solo                | Claudia Fragapane           | Ana Đerek             | Dorina Böczögő       |
| Mersin     | Salto               | Csenge Bácskay              | Tjaša Kysselef        | Agata Vostruchovaitė |
| Mersin     | Barras Assimétricas | Zója Székely                | Yelyzaveta Hubareva   | Lucija Hribar        |
| Mersin     | Trave               | Maria Ceplinschi            | Ana Đerek             | Csenge Bácskay       |
| Mersin     | Solo                | Maria Ceplinschi            | Dorina Böczögő        | Ana Đerek            |

##### Vencedoras da série Copa do Mundo Challenge 2020–21
| Aparelho            | Vencedora      |
| ------------------- | -------------- |
| Salto               | Csenge Bácskay |
| Barras Assimétricas | Diana Varinska |
| Trave               | Ana Đerek      |
| Solo                | Ana Đerek      |